# Archie Goodwin (Autor)

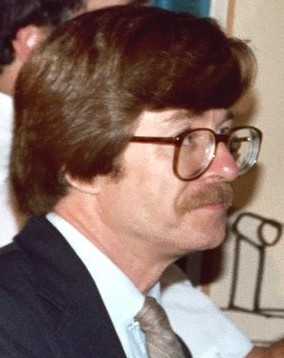
Archie Goodwin (1982)

Archie Goodwin (* 8. September 1937 in Kansas City, Missouri; † 1. März 1998 in New York City) war ein US-amerikanischer Comicautor, -zeichner und -herausgeber.

## Leben und Arbeit
Goodwin besuchte die Will Rogers High School in Oklahoma. Nach dem erzwungenen Dienst beim US-Militär arbeitete er als freischaffender Künstler für Magazine wie Creepy, Eerie und Blazing Combat.
Goodwin begann seine künstlerische Laufbahn als Zeichner von Zeitungscomicstrips und Comicheften. In den 1960er Jahren begann er zudem erstmals – für das Redbook Magazine – als Redakteur zu arbeiten. Nach seinem Wechsel zu Warren Publishing begann er auch sich als Autor und Herausgeber zu betätigen, so unter anderem für die Serie um die erotische Blutsaugerin Vampirella, deren Hintergrundgeschichte er schuf. 
In der Folge arbeitete Goodwin auch für die Verlage King Features Syndicate, Marvel Comics und DC-Comics. 1967 begann Goodwin den von Al Williamson gezeichneten Zeitungscomicstrip Secret Agent X-9 zu verfassen, eine Aufgabe, die er bis 1980 erledigen sollte. In den frühen 1970er Jahren schrieb er die gefeierte Reihe Manhunter die – von Walt Simonson ins Bild gesetzt – bei DC erschien, wo sie als Backup-Story in der Serie Detective Comics veröffentlicht wurde. 1976 übernahm er als Nachfolger von Gerry Conway den Posten des Chefredakteurs bei Marvel Comics, den er bis 1978 beibehielt, als er durch Jim Shooter ersetzt wurde. Danach verfasst er – noch immer für Marvel – in den späten 1970er Jahren Star-Wars-Comichefte und -Strips die – an die Handlung der Kinofilme anknüpfend – neue Geschichten erzählten. Es folgten Comicadaptionen von Filmen wie Alien, Blade Runner oder Unheimliche Begegnung der dritten Art.
1989 kehrte Goodwin als Editor und Autor zu DC-Comics zurück. Von 1989 bis in die zweite Hälfte der Jahre edierte Goodwin die von wechselnden Autoren und Künstlern gestaltete monatliche Batman-Serie Legends of the Dark Knight, die Abenteuer aus der Anfangszeit des nächtlichen Verbrecherjägers Batman erzählte und die vorwiegend ernst, sich an ein erwachsenes Publikum wendende, Geschichten erzählte. Des Weiteren edierte Goodwin in den 1990er Jahren die zwölfteilige Maxiserie Batman: The Long Halloween von Jeph Loeb und Tim Sale sowie ab 1994 die monatliche Serie Starman, die von James Robinson verfasst wurde. Als Autor verfasste Goodwin während seiner zweiten Zeit bei DC den 1992 veröffentlichten graphischen Roman Batman: Night Cries, der sich mit dem Thema Kindsmissbrauch befasst. Illustriert wurde das Werk von dem Maler Scott Hampton, der die düstere Problematik in expressionistisch-kontemplativen Bildern umsetzte.
1998 starb Goodwin infolge einer Krebserkrankung.

## Preise und Auszeichnungen
Zu den Preisen die Goodwin für seine Arbeit erhielt zählen unter anderem der Shazam Award als bester Autor (1974 für die Manhunter-Reihe), der Shazam Award für die beste Kurzgeschichte (1973 für "The Himalayan Incident" in Detective Comics #437 und 1974 für "Cathedral Perilous" in Detective Comics 441) und der Shazam Award für die beste Geschichte für die Story "Gotterdammerung" aus Detective Comics #443. Weiterhin erhielt er mehrere Eisner Awards: 1993 als bester Redakteur (Best Editor) sowie 1997 zusammen mit Gary Gianni für die Geschichte "Heroes" (erschienen in der vierten Ausgabe der Serie Batman: Black & White) den Preis in der Kategorie "Beste Kurzgeschichte" (Best Short Story).